# 1924 في أستراليا
فيما يلي قوائم الأحداث التي وقعت خلال عام 1924 في أستراليا.

## سياسة

### تعيين في المنصب
- 16 أبريل – بيل ديني وزير الإسكان، Attorney-General of South Australia [الإنجليزية]‏.

## رياضة
- 1 يناير – البطولات الأسترالاسية 1924

## مواليد

### فبراير
- 29 فبراير – ديفيد بيتي سياسي نيوزيلندي.

### أبريل
- 4 أبريل – جيف براون لاعب كرة مضرب أسترالي.
- 11 أبريل – فرانك ويلسون ممثل أسترالي.

### سبتمبر
- 4 سبتمبر – ماري هوتون لاعبة كرة مضرب أسترالية.

### أكتوبر
- 8 أكتوبر – جاك أهيرن